# Steenisia pterosepala
Steenisia pterosepala är en måreväxtart som först beskrevs av Airy Shaw, och fick sitt nu gällande namn av Reinier Cornelis Bakhuizen van den Brink. Steenisia pterosepala ingår i släktet Steenisia och familjen måreväxter. Inga underarter finns listade i Catalogue of Life.